# Granata (ốc biển)
Granata là một chi ốc biển, là động vật thân mềm chân bụng sống ở biển trong họ Chilodontidae (formerly thuộc họ Trochidae, họ ốc đụn).

## Các loài
Những loài trong chi Granata gồm:
- Granata elegans (Gray, 1847): synonyms = Stomatella elegans Gray, 1847
- Granata imbricata (Lamarck, 1816): synonyms = Stomatella imbricata Lamarck, 1816
- Granata japonica (A. Adams, 1850-c)
- Granata lyrata Pilsbry, 1890
- Granata maculata (Quoy & Gaimard, 1834): synonyms = Stomatella maculata Quoy & Gaimard, 1834
- Granata sulcifera (Lamarck, 1822): synonyms = ''Hybochelus sulcifera, Chuang, 1973

## Hình ảnh

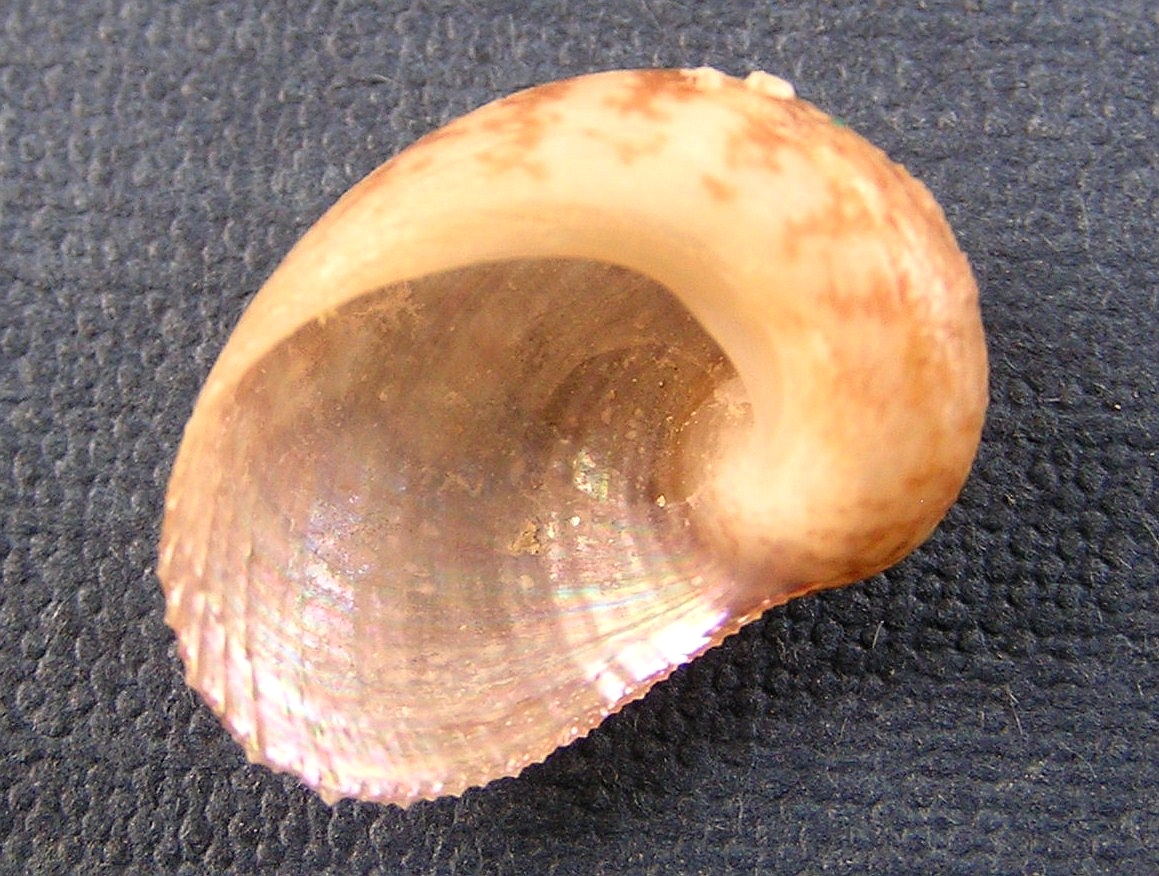
Granata maculata
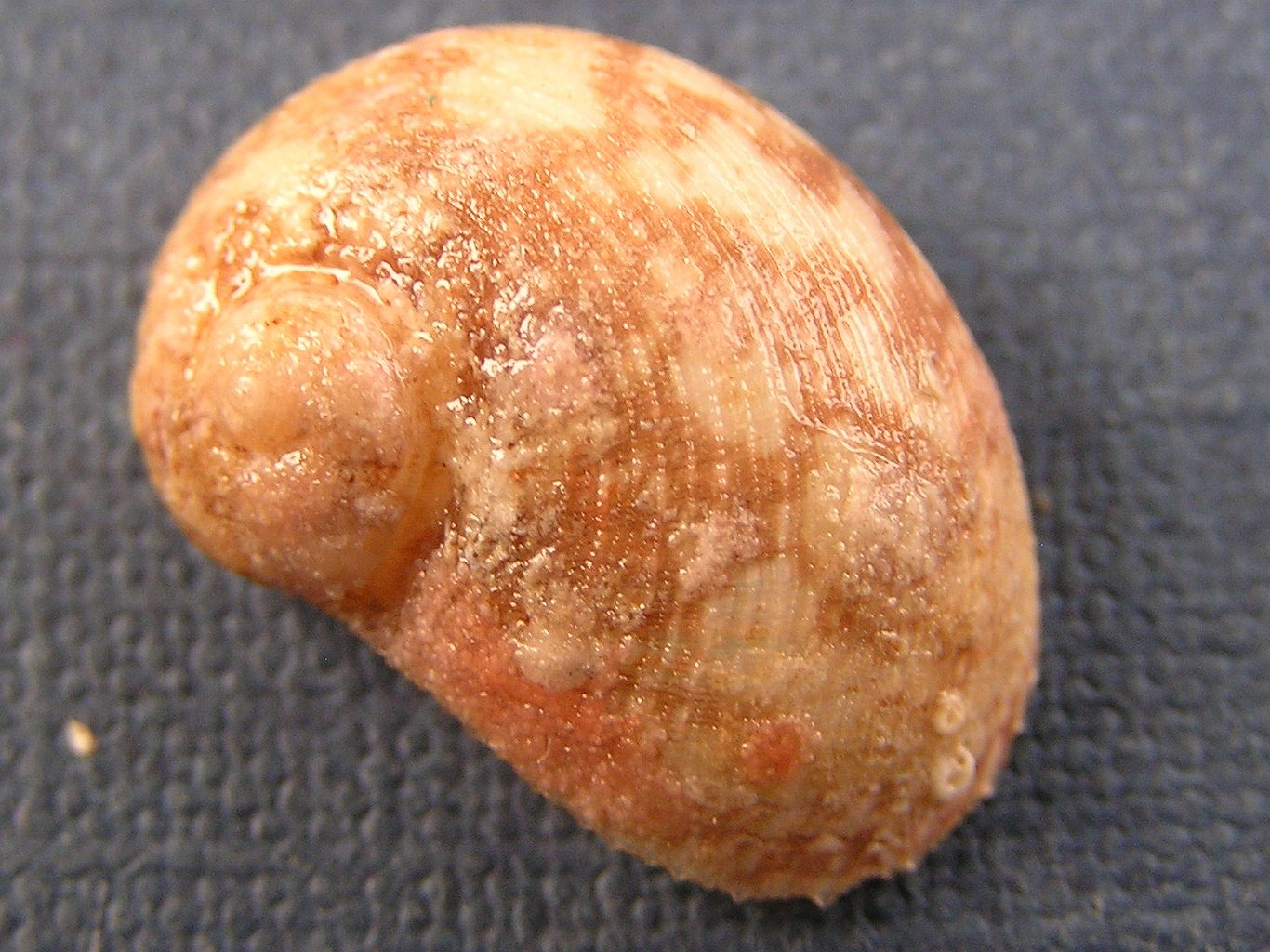
Granata maculata
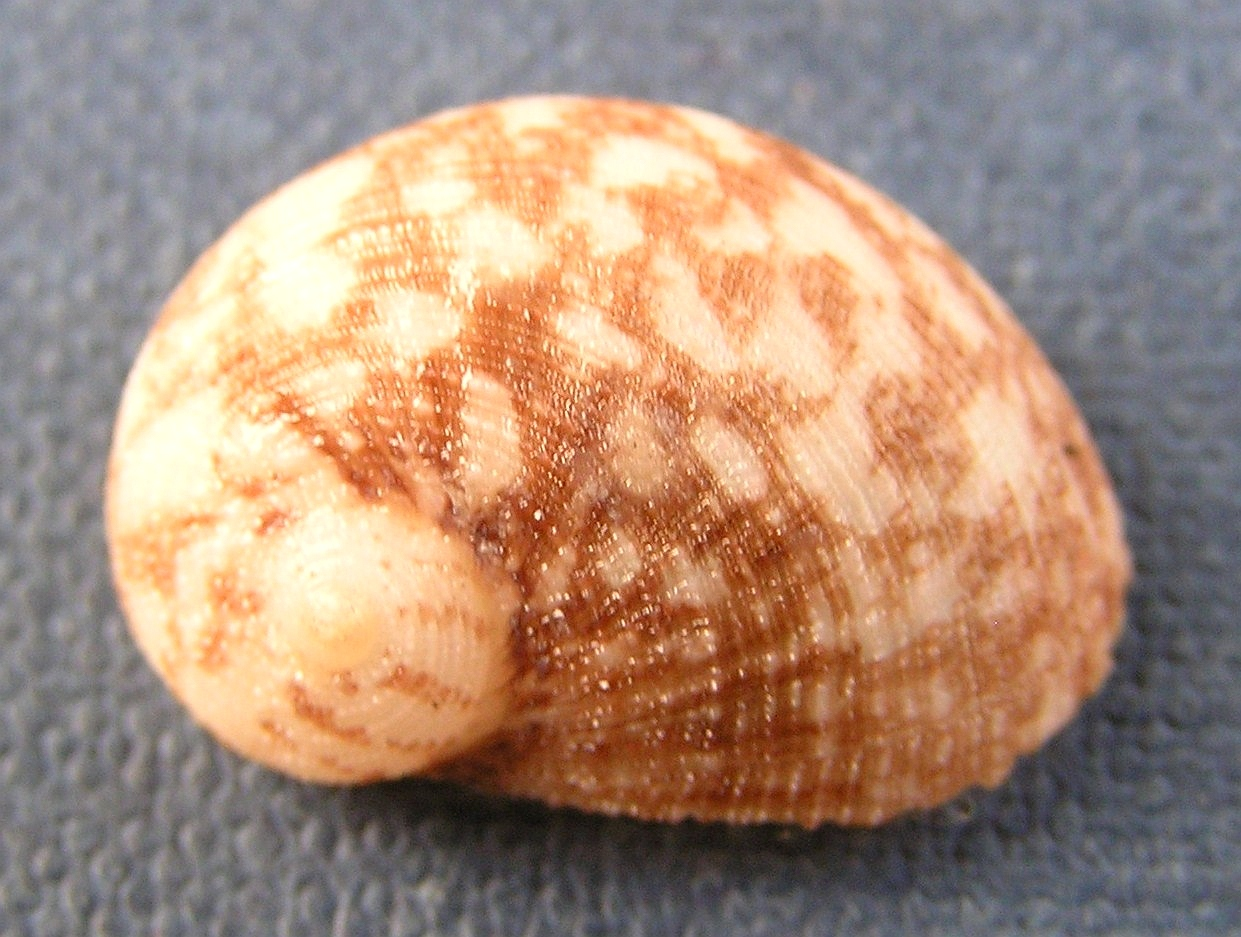
Granata sulcifera